# NHL Winter Classic 2009
Das NHL Winter Classic 2009 (offizielle Sponsorenbezeichnung Bridgestone NHL Winter Classic 2009) war ein Freiluft-Eishockeyspiel zwischen den Detroit Red Wings und den Chicago Blackhawks, das am 1. Januar 2009 auf dem Wrigley Field in Chicago im US-Bundesstaat Illinois im Rahmen der NHL-Saison 2008/09 ausgetragen wurde. Es war die zweite Auflage der NHL Winter Classic genannten Serie von Freiluftspielen in der Geschichte der National Hockey League nach dem Heritage Classic, das 2003 in Edmonton stattgefunden hatte. Es war das erste Winter Classic, an dem mindestens eine Mannschaft der sogenannten „Original Six“ beteiligt war.

## Stadion und Umfeld

### Stadion
→ Hauptartikel: Wrigley Field

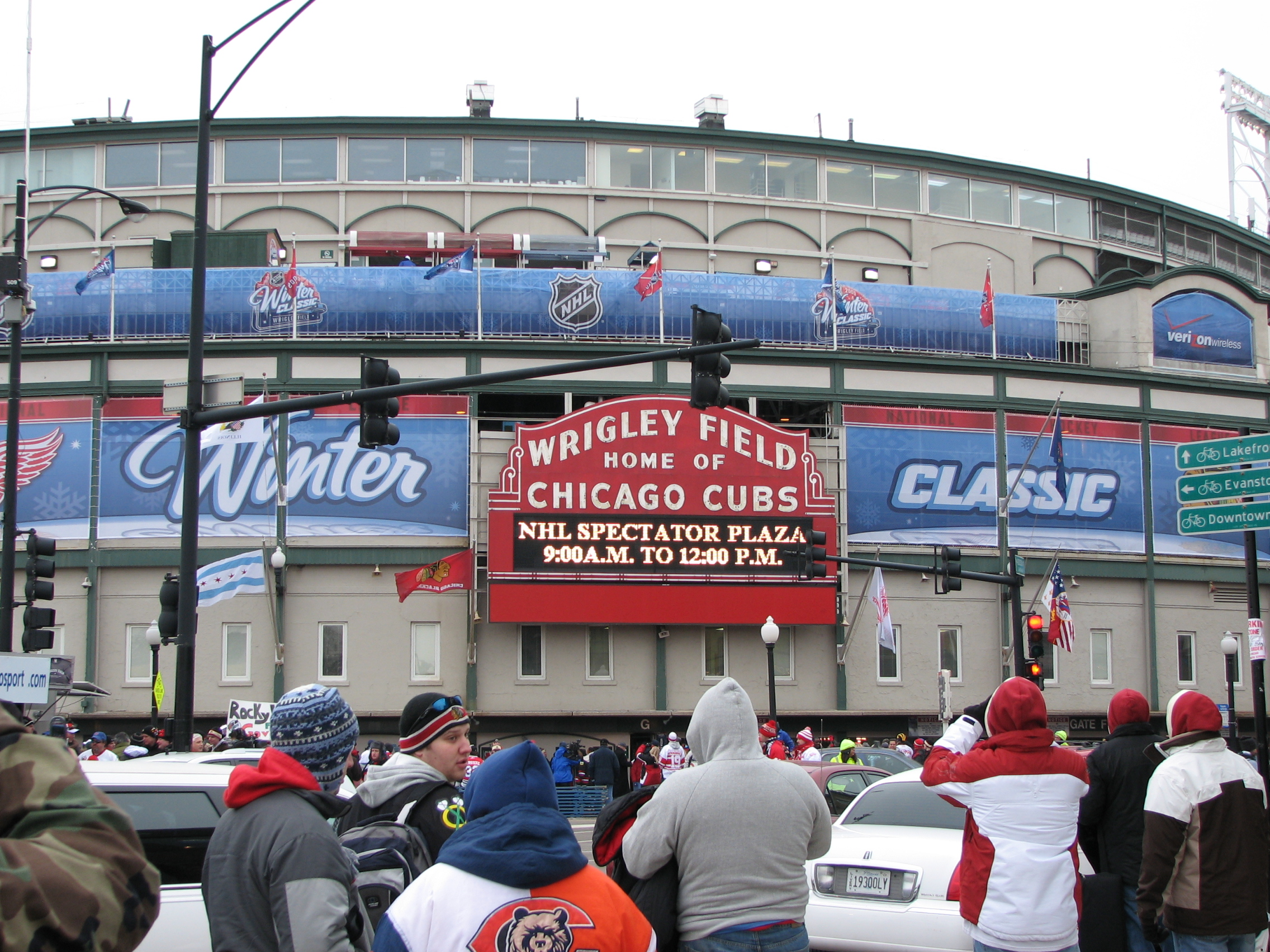
Das Wrigley Field im Vorfeld des Winter Classic

Das Spiel fand auf dem Wrigley Field statt, einem Baseballstadion in Chicago, das von den Chicago Cubs aus der Major League Baseball genutzt wird. Es wurde 1914 errichtet und ist damit nach dem Fenway Park in Boston, Massachusetts, in welchem das Winter Classic im folgenden Jahr stattfand, das zweitälteste noch genutzte Baseballstadion der nordamerikanischen Profiliga. Neben Baseball wird die Arena gelegentlich für American-Football-Spiele oder Konzerte genutzt.
In der Vorausscheidung setzte sich Chicago gegen New York City durch, das sich ebenfalls für die Austragung des Winter Classic beworben hatte. In New York wäre das Spiel im alten Yankee Stadium, bis 2008 Heimstadion der New York Yankees, ausgetragen worden. Die Entscheidung fiel schließlich aus logistischen Gründen gegen New York, da das Yankee Stadium bereits geschlossen war und abgerissen werden sollte; ein mögliches NHL-Spiel wäre die letzte Veranstaltung überhaupt in der Arena gewesen. Ursprünglich sollte das Spiel im Soldier Field in Chicago stattfinden, da die Chicago Bears dort jedoch nur eine Woche später ein Play-off-Spiel austragen sollten, wurde dieser Plan verworfen.
Das Beaver Stadium, das größte Freiluftstadion in den Vereinigten Staaten und Heimstadion der Football-Mannschaft der Pennsylvania State University, war nach Medienberichten ebenfalls in der engeren Auswahl, allerdings nur falls die beiden teilnehmenden Mannschaften die Pittsburgh Penguins und die Philadelphia Flyers gewesen wären. Da die Penguins allerdings bereits am NHL Winter Classic 2008 teilgenommen hatten, wurde dieses Szenario für 2009 abgelehnt.

### Vorbereitungen

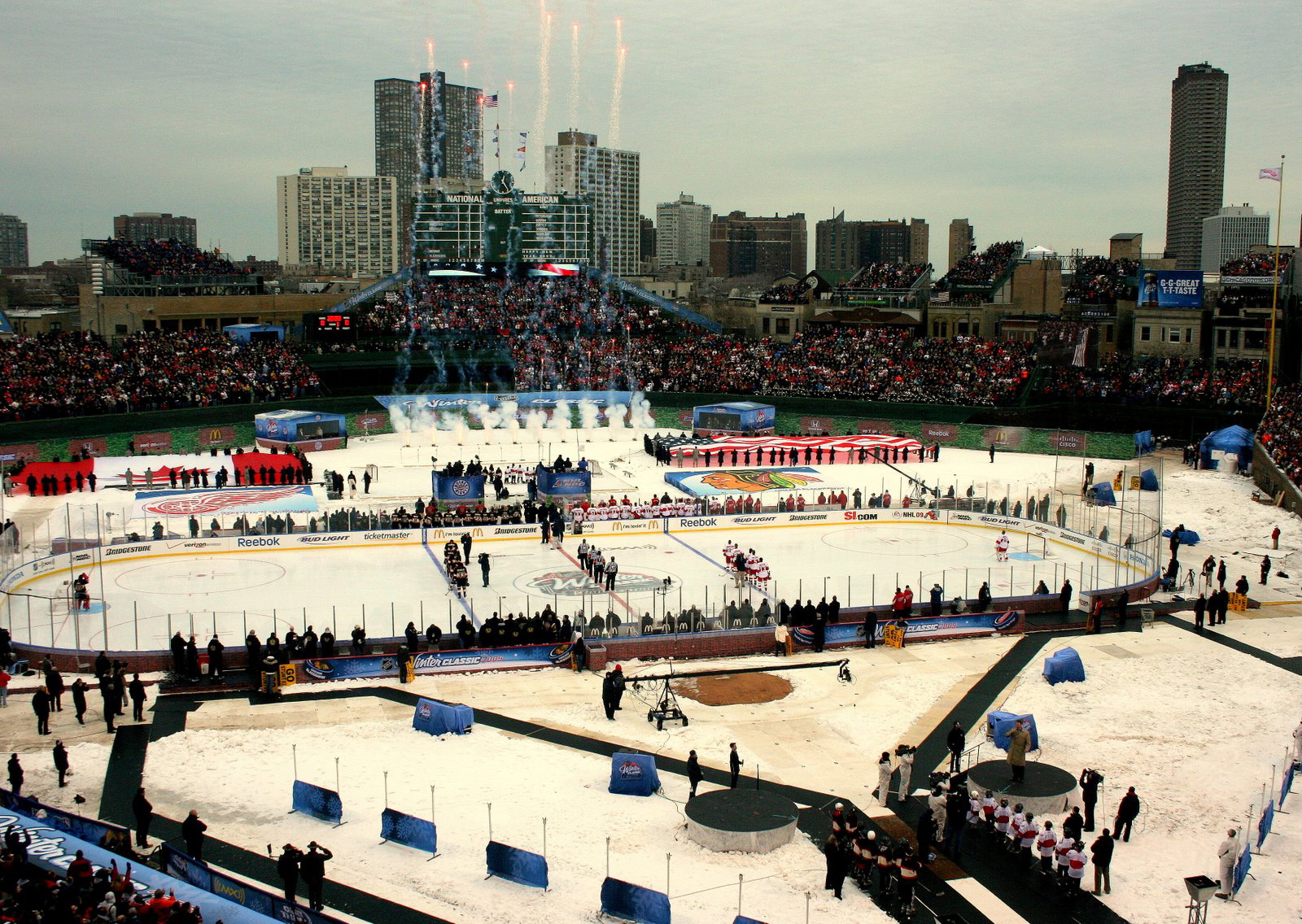
Der Innenbereich des Stadions kurz vor Spielbeginn

Die Konstruktion der Eisfläche begann am 16. Dezember 2008 und wurde von Dan Craig, dem Facilities Operations Manager der NHL, überwacht. Der Boden der Spielfläche bestand aus Sperrholz- und Aluminiumplatten mit einem Rohrsystem zur Kühlung, welche von einem außerhalb des Stadions abgestellten Truck kam. Aufgrund der 95-jährigen Baseball-Geschichte des Stadions wurde der Innenbereich mit vielen Anleihen aus dem Baseballsport gestaltet.

### Nebenveranstaltungen
40.818 Zuschauer sahen das Spiel vor Ort im Stadion. Zusätzlich zum Spiel fand im Umfeld des Stadions unter dem Titel Winter Classic Spectator Plaza ein Fan-Festival statt. Bei freiem Eintritt wurde den Fans am 31. Dezember 2008 und 1. Januar 2009 ein Rahmenprogramm geboten, das unter anderem Live-Musik, interaktive Spiele oder Eisskulpturen umfasste.

### Vorprogramm
Im Rahmen des Spiels fanden zahlreiche Veranstaltungen im Stadion und außerhalb statt. Bei der Eröffnungszeremonie wirkten neben ehemaligen Red-Wings- und Blackhawks-Spielern auch Billy Williams, Ferguson Jenkins und Ryne Sandberg, allesamt Baseball Hall of Famer der Chicago Cubs, mit. Sandberg präsentierte zudem zusammen mit Bobby Hull, Stan Mikita und Denis Savard während einer Spielpause im dritten Drittel die Baseball-Hymne Take Me Out to the Ball Game, die in der dargebotenen Version allerdings auch zahlreiche Anspielungen auf den Eishockeysport enthielt.

## Berichterstattung
Das Spiel wurde in den Vereinigten Staaten vom Fernsehsender NBC live übertragen, in Kanada zeigten die Sender CBC in englischer und RDS in französischer Sprache das Spiel. Die Übertragungsrechte für Europa sicherte sich der Sender NASN. Zusätzlich wurde die Begegnung über das ligaeigene, kostenpflichtige Portal NHL GameCenter Live im Internet übertragen. Mit 4,4 Millionen Zuschauern bei NBC war es das meistgesehene Spiel in der regulären Saison seit einem Match zwischen den Philadelphia Flyers und den New York Rangers am 23. Februar 1975.

## Regeländerungen
Aufgrund der Austragung unter freiem Himmel wurden im Vorfeld des Spiels einige kleinere Regeländerungen vorgenommen, damit für beide Mannschaften die Chancengleichheit bei widrigen Bedingungen gegeben war. Durch den erwarteten Wind wurden die Regeln dahingehend geändert, dass die Mannschaften nach der Hälfte des Schlussdrittels noch einmal die Seiten wechselten, sodass jede Mannschaften jeweils 30 Minuten auf eines der beiden Tore spielte.

## Spielverlauf
Zum Spiel trugen beide Mannschaften Trikots, die von ihren regulären abwichen und von historischen Trikots beider Vereine inspiriert waren. Die Heimmannschaft lief in einer Mischung aus den Trikots der Spielzeiten 1936/37 und 1937/38 in den Farben Schwarz, Weiß und Rot sowie den ursprünglichen Teamlogos auf. Die Red Wings spielten in einer den Trikots der Vorgängermannschaft Detroit Cougars aus der Saison 1926/27, deren erster Spielzeit in der NHL, angelehnten Ausrüstung in den Farben Weiß und Rot. Während sich auf der Brust das Logo der Cougars befand, wurde jedoch für die Arme das traditionelle Red-Wings-Logo verwendet.
Ty Conklin stand im Tor der Red Wings und war damit der einzige Spieler, der an allen bis dato ausgetragenen Freiluftspielen der Liga teilgenommen hatte, nachdem er bereits im Heritage Classic 2003 für die Edmonton Oilers sowie im Winter Classic 2008 für die Pittsburgh Penguins aufgelaufen war.
Die ersten drei Tore des Spiels fielen allesamt im Powerplay. Nach knapp dreieinhalb Minuten brachte Kris Versteeg die Blackhawks mit seinem ersten NHL-Tor in Führung, bevor Mikael Samuelsson ebenfalls in Überzahl für die Red Wings ausgleichen konnte. Nach Toren von Martin Havlát und Ben Eager führten die Blackhawks zur ersten Drittelpause mit 3:1. Anschließend erzielten die Red Wings fünf Treffer in Folge. Im zweiten Drittel traf Jiří Hudler zunächst zweimal, bevor Pawel Dazjuk die Red Wings mit 4:3 in Führung brachte. Brian Rafalski und Brett Lebda nur 17 Sekunden später bauten die Führung im dritten Drittel auf 6:3 aus, bevor Duncan Keith zehn Sekunden vor Spielende der Anschlusstreffer für die Blackhawks gelang.
| 1. Januar 2009 12:30 Uhr | Detroit Red Wings M. Samuelsson (H. Zetterberg, M. Hossa) (9:50) J. Hudler (M. Hossa, H. Zetterberg) (21:14) J. Hudler (B. Rafalski, N. Lidström) (32:43) P. Dazjuk (J. Franzén, B. Rafalski) (37:17) B. Rafalski (J. Hudler, T. Holmström) (43:07) B. Lebda (H. Zetterberg, M. Hossa) (43:24) | 6:4 (1:3, 3:0, 2:1) | Chicago Blackhawks K. Versteeg (M. Havlát, B. Seabrook) (3:24) M. Havlát (K. Versteeg, B. Campbell) (12:37) B. Eager (M. Havlát) (19:18) D. Keith (P. Sharp, J. Toews) (59:50) | Wrigley Field, Chicago, Illinois Zuschauer: 40.818 |